# Stephen Pearl Andrews
Stephen Pearl Andrews (Templeton (Massachusetts), 22 marzo 1812 – New York, 21 maggio 1886) è stato un filosofo, linguista, abolizionista e teorico sociale statunitense. 
Soprannominato  il "rivale americano di Comte", teorizzò la filosofia onnicomprensiva detta "universologia" e della forma di governo da lui ideata, la "pantarchia", nella quale combinò elementi della filosofia di Josiah Warren.